# Гай (Голюбсько-Добжинський повіт)
Гай (пол. Gaj) — село в Польщі, у гміні Радомін Голюбсько-Добжинського повіту Куявсько-Поморського воєводства.
Населення — 139 осіб (2011).
У 1975-1998 роках село належало до Торунського воєводства.

## Демографія
Демографічна структура станом на 31 березня 2011 року:
|          | Загалом | Допрацездатний вік | Працездатний вік | Постпрацездатний вік |
| -------- | ------- | ------------------ | ---------------- | -------------------- |
| Чоловіки | 61      | 10                 | 44               | 7                    |
| Жінки    | 78      | 20                 | 39               | 19                   |
| Разом    | 139     | 30                 | 83               | 26                   |